# Салиська сільська рада
| Салиська сільська рада — колишній орган місцевого самоврядування у Таращанському районі Київської області з адміністративним центром у с. Салиха. Сільській раді підпорядковані населені пункти: - с. Салиха |

## Склад ради
Рада складається з 12 депутатів та голови.

### Керівний склад ради
| ПІБ                         | Основні відомості                                                                       | Дата обрання | Дата звільнення |
| --------------------------- | --------------------------------------------------------------------------------------- | ------------ | --------------- |
| Стоєва Олена Олександрівна  | Сільський голова, 1955 року народження, освіта, член Соціалістичної партії України      | 26.03.2006   | 31.10.2010      |
| Якубович Віталій Васильович | Сільський голова, 1972 року народження, освіта середня спеціальна, член Партії регіонів | 31.10.2010   |                 |

Примітка: таблиця складена за даними джерела